# Michael Essien
Michael Kojo Essien (Accra, 3 december 1982) is een Ghanees voormalig profvoetballer die bij voorkeur als defensieve middenvelder speelde. Essien debuteerde in 2002 in het Ghanees voetbalelftal.

## Clubcarrière
Essiens carrière begon bij de lokale club Liberty Professionals, waarna hij in juli 1999 naar Frankrijk werd gehaald door SC Bastia. In die tijd speelde hij vooral op diverse posities in de verdediging, maar door een blessure van een teamgenoot mocht hij het op het middenveld proberen. In het seizoen 2002/03 wist hij met Bastia de UEFA Cup te bereiken.
Essien tekende in 2003 bij Olympique Lyonnais, de kampioen van Frankrijk in de voorgaande twee seizoenen. Hier speelde hij meer als verdedigende middenvelder. Als basiskracht droeg hij zo bij aan Lyons derde en vierde titel op rij. In de zomer van 2005 wilde Chelsea de middenvelder overnemen, maar Lyon was vastbesloten hem te behouden. Nadat Chelsea diverse malen een hoger bod uitbracht en Essien op een gegeven ogenblik weigerde nog voor Lyon uit te komen, kwam de transfer alsnog tot stand. Voor ruim 40 miljoen euro vertrok hij naar de Premier League. Nog niet eerder had Chelsea zoveel geld uitgegeven aan een speler. Essien won met Chelsea twee keer de Premier League, vier keer de FA Cup en in 2012 de UEFA Champions League. Na zeven seizoenen in Engeland verhuurde Chelsea hem voor een jaar aan Real Madrid, waarmee hij dat seizoen tweede werd in de Primera División. Hier speelde hij opnieuw onder trainer José Mourinho, die hij kende van Chelsea.
Op 24 januari 2014 maakte AC Milan bekend Essien over te nemen van Chelsea. Hij werd hierdoor de eerste aanwinst van toenmalig trainer Clarence Seedorf. Hij eindigde in zijn eerste seizoen met de club als achtste in de Serie A en in het jaar erna als tiende. Zelf droeg hij hier in zeven en dertien competitiewedstrijden aan bij. Toen zijn contract afliep, verlengde Milan dat niet. Essien tekende in juni 2015 vervolgens een contract tot medio 2017 bij Panathinaikos, de nummer vier van Griekenland in het voorgaande seizoen. In september 2016 verliet hij de club.
In maart 2017 tekende hij een contract voor het seizoen 2017 met een optie op nog een seizoen bij Persib Bandung in Indonesië. In maart 2018 werd duidelijk dat Essien niet in het seizoen 2018 voor de club zou uitkomen omdat de club alle selectieplaatsen voor buitenlandse spelers al had ingevuld.

## Statistieken
| Seizoen | Club               | Competitie       | Duels | Doelp. |
| ------- | ------------------ | ---------------- | ----- | ------ |
| 2000/01 | SC Bastia          | Ligue 1          | 13    | 1      |
| 2001/02 | SC Bastia          | Ligue 1          | 24    | 4      |
| 2002/03 | SC Bastia          | Ligue 1          | 29    | 6      |
| 2003/04 | Olympique Lyonnais | Ligue 1          | 34    | 3      |
| 2004/05 | Olympique Lyonnais | Ligue 1          | 37    | 4      |
| 2005/06 | Chelsea            | Premier League   | 31    | 2      |
| 2006/07 | Chelsea            | Premier League   | 33    | 2      |
| 2007/08 | Chelsea            | Premier League   | 27    | 6      |
| 2008/09 | Chelsea            | Premier League   | 11    | 1      |
| 2009/10 | Chelsea            | Premier League   | 14    | 3      |
| 2010/11 | Chelsea            | Premier League   | 33    | 3      |
| 2011/12 | Chelsea            | Premier League   | 14    | 0      |
| 2012/13 | → Real Madrid      | Primera División | 21    | 2      |
| 2013/14 | Chelsea FC         | Premier League   | 5     | 0      |
| 2013/14 | AC Milan           | Serie A          | 7     | 0      |
| 2014/15 | AC Milan           | Serie A          | 13    | 0      |
| 2015/16 | Panathinaikos      | Super League     | 13    | 1      |
| 2017    | Persib Bandung     | Liga 1           | 29    | 5      |
| 2018    | Persib Bandung     | Liga 1           | 0     | 0      |
| Totaal  | Totaal             | Totaal           | 388   | 43     |

## Interlandcarrière
Essien debuteerde tijdens de African Nations Cup in 2002 in het Ghanees voetbalelftal. De Africa Cup van 2006 miste hij door een enkelblessure.

## Erelijst
Als speler
 Olympique Lyon
- Ligue 1: 2003/04, 2004/05
- Trophée des Champions: 2003, 2004

 Chelsea
- UEFA Champions League: 2011/12
- Premier League: 2005/06, 2009/10
- FA Cup: 2006/07, 2008/09, 2009/10, 2011/12
- Football League Cup: 2006/07
- FA Community Shield: 2009

Individueel
- Ligue 1 Speler van het Jaar: 2005
- Ligue 1 Team van het Jaar: 2003, 2005
- CAF Team van het Jaar: 2005, 2006, 2008, 2009
- BBC Afrikaans voetballer van het Jaar: 2006
- Ghanees Speler van het Jaar: 2008
- Chelsea Doelpunt van het Jaar: 2006/07 tegen Arsenal, 2008/09 tegen FC Barcelona
- Africa Cup of Nations 2008: Team van het Toernooi
- Chelsea Speler van het Jaar: 2007